# 圣乔治迪梅尼勒
圣乔治迪梅尼勒（法語：Saint-Georges-du-Mesnil，法語發音：[sɛ̃ ʒɔʁʒ dy menil]）是法国厄尔省的一个旧市镇，位于该省西部偏北，属于贝尔奈区。2019年，圣乔治迪梅尼勒与市镇圣让德拉莱克赖合并为新市镇勒梅尼勒-圣让，圣乔治迪梅尼勒为新市镇行政中心。

## 地理
圣乔治迪梅尼勒（49°12'47"N, 0°33'24"E）面积3.18 平方千米，位于法国诺曼底大区厄尔省，该省份为法国北部内陆省份，北起滨海塞纳省，西接奧恩省和卡爾瓦多斯省，南至厄尔-卢瓦省，东临瓦兹省、瓦兹河谷省和伊夫林省。
圣乔治迪梅尼勒的时区为UTC+01:00、UTC+02:00（夏令时）。

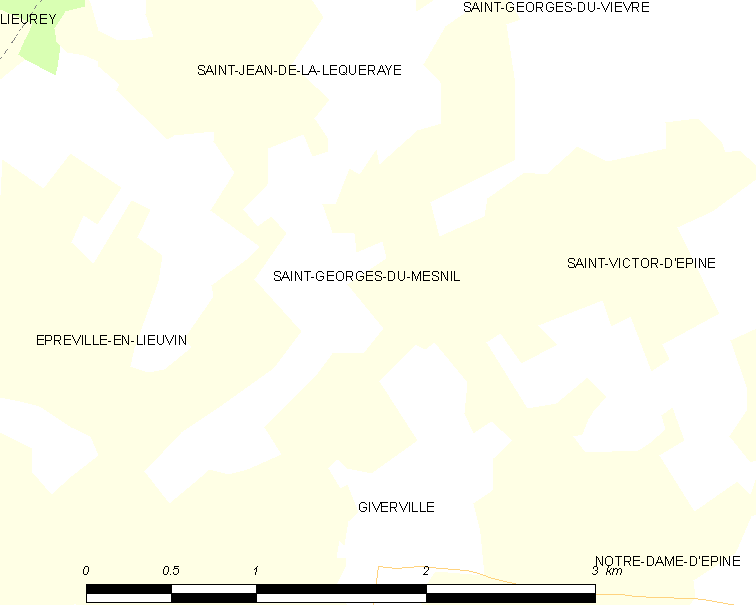
圣乔治迪梅尼勒的OSM定位图

## 行政
圣乔治迪梅尼勒的邮政编码为27560，INSEE市镇编码为27541。

## 政治
圣乔治迪梅尼勒所属的省级选区为伯兹维尔县。

## 人口

1962-2008年间圣乔治迪梅尼勒人口变化图示

圣乔治迪梅尼勒于2018年1月1日时的人口数量为148人。